# Coupe d'Europe de ski alpin 2025-2026
Navigation
2025-2025 2026-2027
La Coupe d'Europe de ski alpin 2025-2026 est la 55e édition de la Coupe d'Europe de ski alpin, compétition de ski alpin organisée annuellement. Selon le calendrier initial elle se déroule du 21 novembre 2025 au 24 mars 2026 dans vingt-neuf stations européennes réparties dans dix pays.

## Déroulement de la saison
La saison est prévue pour débuter par deux slaloms masculins à Levi et Storklinten les 23 et 24 novembre 2025, avant une semaine de slaloms géants (deux féminins puis deux masculins) à Zinal du 1er au 5 décembre 2025. Elle est programmée pour comporter dix-huit étapes masculines et seize étapes féminines, conclues par des finales dans les stations autrichiennes de Saalbach pour les épreuves de vitesse et d'uns station encore à déterminer pour les épreuves techniques.

### Saison des messieurs
33 épreuves sont prévues au départ pour les hommes cette saison et se composent de :
- 9 épreuves de descente.
- 7 épreuves de super-G.
- 8 épreuves de slalom géant.
- 9 épreuves de slalom.

Ces épreuves se déroulent sur 18 sites.
| \| Zinal Santa Caterina Valloire Obereggen Val di Fassa Wengen Crans-Montana Pass Thurn Reiteralm Saalbach \| Les sites des compétitions situés dans les Alpes |
| Zinal Santa Caterina Valloire Obereggen Val di Fassa Wengen Crans-Montana Pass Thurn Reiteralm Saalbach                                                        |

| \| Levi Srorklinten Baqueira Bjelašnica Norefjell Oppdal \| Les sites des compétitions hors Alpes |
| Levi Srorklinten Baqueira Bjelašnica Norefjell Oppdal                                             |

### Saison des dames
33 épreuves sont prévues au départ pour les dames cette saison et se composent de :
- 7 épreuves de descente.
- 6 épreuves de super-G.
- 10 épreuves de slalom géant.
- 10 épreuves de slalom.

Ces épreuves se déroulent sur 16 sites.
| \| Zinal Mayrhofen Saint-Moritz Valle Aurina Sestrières Pass Thurn Sankt Anton Chamonix Orcières Sarentino Oberjoch Hasliberg Saalbach \| Les sites des compétitions situés dans les Alpes |
| Zinal Mayrhofen Saint-Moritz Valle Aurina Sestrières Pass Thurn Sankt Anton Chamonix Orcières Sarentino Oberjoch Hasliberg Saalbach                                                        |

| \| Oppdal Sundsvall \| Les sites des compétitions hors Alpes |
| Oppdal Sundsvall                                             |

## Classement général
| Rang | Nom | Points | Victoire(s) | Podium(s) |
| ---- | --- | ------ | ----------- | --------- |
| 1    |     |        |             |           |
| 2    |     |        |             |           |
| 3    |     |        |             |           |
| 4    |     |        |             |           |
| 5    |     |        |             |           |
| 6    |     |        |             |           |
| 7    |     |        |             |           |
| 8    |     |        |             |           |
| 9    |     |        |             |           |
| 10   |     |        |             |           |

| Rang | Nom | Points | Victoire(s) | Podium(s) |
| ---- | --- | ------ | ----------- | --------- |
| 1    |     |        |             |           |
| 2    |     |        |             |           |
| 3    |     |        |             |           |
| 4    |     |        |             |           |
| 5    |     |        |             |           |
| 6    |     |        |             |           |
| 7    |     |        |             |           |
| 8    |     |        |             |           |
| 9    |     |        |             |           |
| 10   |     |        |             |           |

## Classements de chaque discipline
Les noms en gras remportent les titres des disciplines.

### Descente
| Rang | Nom | Points | Victoire(s) | Podium(s) |
| ---- | --- | ------ | ----------- | --------- |
| 1    |     |        |             |           |
| 2    |     |        |             |           |
| 3    |     |        |             |           |
| 4    |     |        |             |           |
| 5    |     |        |             |           |
| 6    |     |        |             |           |
| 7    |     |        |             |           |
| 8    |     |        |             |           |
| 9    |     |        |             |           |
| 10   |     |        |             |           |

| Rang | Nom | Points | Victoire(s) | Podium(s) |
| ---- | --- | ------ | ----------- | --------- |
| 1    |     |        |             |           |
| 2    |     |        |             |           |
| 3    |     |        |             |           |
| 4    |     |        |             |           |
| 5    |     |        |             |           |
| 6    |     |        |             |           |
| 7    |     |        |             |           |
| 8    |     |        |             |           |
| 9    |     |        |             |           |
| 10   |     |        |             |           |

### Super G
| Rang | Nom | Points | Victoire(s) | Podium(s) |
| ---- | --- | ------ | ----------- | --------- |
| 1    |     |        |             |           |
| 2    |     |        |             |           |
| 3    |     |        |             |           |
| 4    |     |        |             |           |
| 5    |     |        |             |           |
| 6    |     |        |             |           |
| 7    |     |        |             |           |
| 8    |     |        |             |           |
| 9    |     |        |             |           |
| 10   |     |        |             |           |

| Rang | Nom | Points | Victoire(s) | Podium(s) |
| ---- | --- | ------ | ----------- | --------- |
| 1    |     |        |             |           |
| 2    |     |        |             |           |
| 3    |     |        |             |           |
| 4    |     |        |             |           |
| 5    |     |        |             |           |
| 6    |     |        |             |           |
| 7    |     |        |             |           |
| 8    |     |        |             |           |
| 9    |     |        |             |           |
| 10   |     |        |             |           |

### Géant
| Rang | Nom | Points | Victoire(s) | Podium(s) |
| ---- | --- | ------ | ----------- | --------- |
| 1    |     |        |             |           |
| 2    |     |        |             |           |
| 3    |     |        |             |           |
| 4    |     |        |             |           |
| 5    |     |        |             |           |
| 6    |     |        |             |           |
| 7    |     |        |             |           |
| 8    |     |        |             |           |
| 9    |     |        |             |           |
| 10   |     |        |             |           |

| Rang | Nom | Points | Victoire(s) | Podium(s) |
| ---- | --- | ------ | ----------- | --------- |
| 1    |     |        |             |           |
| 2    |     |        |             |           |
| 3    |     |        |             |           |
| 4    |     |        |             |           |
| 5    |     |        |             |           |
| 6    |     |        |             |           |
| 7    |     |        |             |           |
| 8    |     |        |             |           |
| 9    |     |        |             |           |
| 10   |     |        |             |           |

### Slalom
| Rang | Nom | Points | Victoire(s) | Podium(s) |
| ---- | --- | ------ | ----------- | --------- |
| 1    |     |        |             |           |
| 2    |     |        |             |           |
| 3    |     |        |             |           |
| 4    |     |        |             |           |
| 5    |     |        |             |           |
| 6    |     |        |             |           |
| 7    |     |        |             |           |
| 8    |     |        |             |           |
| 9    |     |        |             |           |
| 10   |     |        |             |           |

| Rang | Nom | Points | Victoire(s) | Podium(s) |
| ---- | --- | ------ | ----------- | --------- |
| 1    |     |        |             |           |
| 2    |     |        |             |           |
| 3    |     |        |             |           |
| 4    |     |        |             |           |
| 5    |     |        |             |           |
| 6    |     |        |             |           |
| 7    |     |        |             |           |
| 8    |     |        |             |           |
| 9    |     |        |             |           |
| 10   |     |        |             |           |

## Calendrier et résultats

### Messieurs
| No      | Lieu                       | Date             | Épreuve  | Vainqueur | Deuxième | Troisième |
| ------- | -------------------------- | ---------------- | -------- | --------- | -------- | --------- |
| 1       | Levi                       | 21 novembre 2025 | Slalom   |           |          |           |
| 2       | Srorklinten (sv)           | 23 novembre 2025 | Slalom   |           |          |           |
| 3       | Zinal                      | 4 décembre 2025  | Géant    |           |          |           |
| 4       | Zinal                      | 5 décembre 2025  | Géant    |           |          |           |
| 5       | Santa Caterina di Valfurva | 9 décembre 2025  | Super G  |           |          |           |
| 6       | Santa Caterina di Valfurva | 12 décembre 2025 | Descente |           |          |           |
| 7       | Santa Caterina di Valfurva | 13 décembre 2025 | Descente |           |          |           |
| 8       | Valloire                   | 16 décembre 2025 | Géant    |           |          |           |
| 9       | Valloire                   | 17 décembre 2025 | Géant    |           |          |           |
| 10      | Obereggen                  | 19 décembre 2025 | Slalom   |           |          |           |
| 11      | Val di Fassa               | 20 décembre 2025 | Slalom   |           |          |           |
| 12      | Wengen                     | 9 janvier 2026   | Super G  |           |          |           |
| 13      | Wengen                     | 10 janvier 2026  | Super G  |           |          |           |
| 14      | Crans-Montana              | 13 janvier 2026  | Slalom   |           |          |           |
| 15      | Crans-Montana              | 14 janvier 2026  | Slalom   |           |          |           |
| 16      | Pass Thurn (de)            | 18 janvier 2026  | Descente |           |          |           |
| 17      | Pass Thurn (de)            | 19 janvier 2026  | Descente |           |          |           |
| 18      | Reiteralm                  | 21 janvier 2026  | Géant    |           |          |           |
| 19      | Reiteralm                  | 22 janvier 2026  | Super G  |           |          |           |
| 20      | Verbier                    | 28 janvier 2026  | Descente |           |          |           |
| 21      | Verbier                    | 29 janvier 2026  | Descente |           |          |           |
| 22      | Verbier                    | 30 janvier 2026  | Super G  |           |          |           |
| 23      | Baqueira Beret             | 3 février 2026   | Slalom   |           |          |           |
| 24      | Baqueira Beret             | 4 février 2026   | Slalom   |           |          |           |
| 25      | Bjelašnica                 | 19 février 2026  | Super G  |           |          |           |
| 26      | Bjelašnica                 | 20 février 2026  | Super G  |           |          |           |
| 27      | Norefjell                  | 24 février 2026  | Géant    |           |          |           |
| 28      | Norefjell                  | 25 février 2026  | Géant    |           |          |           |
| 29      | Oppdal                     | 1er mars 2026    | Descente |           |          |           |
| 30      | Oppdal                     | 2 mars 2026      | Descente |           |          |           |
| 30      | Oppdal                     | 3 mars 2026      | Super G  |           |          |           |
| Finales |                            |                  |          |           |          |           |
| 30      | Saalbach                   | 20 mars 2026     | Descente |           |          |           |
| 31      | Saalbach                   | 21 mars 2026     | Super G  |           |          |           |
| 32      | À déterminer               | 23 mars 2026     | Géant    |           |          |           |
| 33      | À déterminer               | 24 mars 2026     | Slalom   |           |          |           |

### Dames
| No      | Lieu                   | Date              | Épreuve  | Vainqueur | Deuxième | Troisième |
| ------- | ---------------------- | ----------------- | -------- | --------- | -------- | --------- |
| 1       | Zinal                  | 1er décembre 2025 | Géant    |           |          |           |
| 2       | Zinal                  | 2 décembre 2025   | Géant    |           |          |           |
| 3       | Mayrhofen              | 6 décembre 2025   | Géant    |           |          |           |
| 4       | Mayrhofen              | 7 décembre 2025   | Slalom   |           |          |           |
| 5       | Saint-Moritz           | 17 décembre 2025  | Descente |           |          |           |
| 6       | Saint-Moritz           | 15 décembre 2025  | Descente |           |          |           |
| 7       | Valle Aurina           | 20 décembre 2025  | Slalom   |           |          |           |
| 8       | Valle Aurina           | 21 décembre 2025  | Slalom   |           |          |           |
| 9       | Sestrières             | 9 janvier 2026    | Géant    |           |          |           |
| 10      | Sestrières             | 10 janvier 2026   | Géant    |           |          |           |
| 11      | Pass Thurn (de)        | 14 janvier 2026   | Descente |           |          |           |
| 12      | Pass Thurn (de)        | 15 janvier 2026   | Descente |           |          |           |
| 13      | Sankt Anton am Arlberg | 19 janvier 2026   | Super G  |           |          |           |
| 14      | Sankt Anton am Arlberg | 20 janvier 2026   | Super G  |           |          |           |
| 15      | Chamonix               | 23 janvier 2026   | Slalom   |           |          |           |
| 16      | Chamonix               | 24 janvier 2026   | Slalom   |           |          |           |
| 17      | Orcières               | 28 janvier 2026   | Descente |           |          |           |
| 18      | Orcières               | 29 janvier 2026   | Descente |           |          |           |
| 19      | Orcières               | 30 janvier 2026   | Super G  |           |          |           |
| 20      | Sarentino              | 4 février 2026    | Super G  |           |          |           |
| 21      | Sarentino              | 5 février 2026    | Super G  |           |          |           |
| 22      | Oberjoch               | 7 février 2026    | Géant    |           |          |           |
| 23      | Oberjoch               | 8 février 2026    | Géant    |           |          |           |
| 24      | Hasliberg              | 10 février 2026   | Slalom   |           |          |           |
| 25      | Hasliberg              | 11 février 2026   | Slalom   |           |          |           |
| 26      | Oppdal                 | 24 février 2026   | Géant    |           |          |           |
| 27      | Oppdal                 | 25 février 2026   | Géant    |           |          |           |
| 28      | Sundsvall              | 28 février 2026   | Slalom   |           |          |           |
| 29      | Sundsvall              | 1er mars 2026     | Slalom   |           |          |           |
| Finales |                        |                   |          |           |          |           |
| 30      | Saalbach               | 20 mars 2026      | Descente |           |          |           |
| 31      | Saalbach               | 21 mars 2026      | Super G  |           |          |           |
| 32      | À déterminer           | 23 mars 2026      | Géant    |           |          |           |
| 33      | À déterminer           | 24 mars 2026      | Slalom   |           |          |           |